# Oreste Benzi
Oreste Benzi (San Clemente, 7 de septiembre de 1925 - Rímini, 2 de noviembre de 2007) fue un sacerdote católico italiano, fundador de la Asociación Comunidad Papa Juan XXIII y conocido por dedicarse a salvar a las mujeres de la prostitución.

## Historia
El Padre Oreste Benzi nace el 7 de septiembre de 1925, el séptimo de nueve hijos, de una pobre familia de obreros, en San Clemente, un pueblito en la Romagna, a 30 km de Rimini. A los doce años entra en el seminario de Rimini; es ordenado sacerdote el 29 de junio de 1949 y el 5 de julio es nombrado capellán de la parroquia de San Nicolás en Rimini.
En octubre de 1950 es llamado al seminario de Rimini como profesor y nombrado Asistente Adjunto de la Juventud Católica de Rimini (fue nombrado Asistente en 1952). Manteniendo el compromiso con los adolescentes, en 1953 es nombrado director espiritual en el seminario de Rimini para jóvenes de entre 12 y 17 años.
Enseña la doctrina primero en la Escuela de Agricultura y luego en las escuelas secundarias, Clásico y Científico, entre Rimini y Riccione. 
En 1968, con un grupo de jóvenes y algunos sacerdotes, funda el primer núcleo de la Asociación Papa Juan XXIII, oficialmente fundada en 1971 como una asociación “para la formación religiosa de los adolescentes”. Del encuentro con personas que no se saben cuidar solas en la vida, y gracias a la disponibilidad de tiempo completo de algunos jóvenes, el Padre Oreste Benzi guía la apertura de la primera Casa Familia en Coriano (RN), el 3 de julio de 1973.
A partir de ese momento la vida del Padre Oreste Benzi es íntimamente unida a la de la Comunidad Papa Juan XXIII, a través de múltiples iniciativas, junto con los más pobres, desde las luchas contra la institucionalización de las personas con discapacidad, los niños y las personas mayores a la rehabilitación de los adictos y las personas sin hogar; desde el apoyo a los países más pobres del mundo a la lucha por la liberación de las mujeres extranjeras obligadas a ejercer la prostitución; desde la defensa de la vida por nacer a la lucha contra las sectas.
Entre los momentos de profunda emoción, recordamos los encuentros con el Papa Juan Pablo II junto con las mujeres víctimas de la trata. 
Don Benzi, como era popularmente conocido en Italia, con su asociación nacida en 1968 creó más de 500 casas familia (300 en Italia) para los personas con habilidades diferentes, menores en dificultad, ex drogadictos o ex prostitutas.
La comunidad está presente en 38 naciones de Europa, Asia, África y América Latina.
El sacerdote era sobre todo conocido por su labor a favor de las mujeres maltratadas y por su intento de salvar a las jóvenes de la prostitución.
En varias ocasiones, Don Benzi se había presentado a las audiencias con el papa Juan Pablo II acompañado de algunas de estas chicas que su comunidad había logrado liberar de la prostitución.

### Muerte
Don Benzi murió a los 82 años en Rímini (noreste) de un ataque al corazón, según informaron los medios de comunicación locales.
Cuando el Padre Oreste murió en la noche del 2 de noviembre de 2007, el papa Benedicto XVI expresó sus condolencias, recordando la intensa vida pastoral como párroco y, más tarde, como apóstol incansable de la caridad en favor de los últimos y los indefensos, encargándose de muchos problemas sociales graves que afligen al mundo contemporáneo. 

### Causa de beatificación
El 27 de septiembre de 2014 se inicia el proceso de beatificación a través de la sesión pública celebrada en la iglesia de la Resurrección en Rimini. Preside el proceso el juez Don Giuseppe Tognacci, Elisabetta Casadei es la postuladora y Victorino Casas Llana es el promotor de la justicia. Cien son los testigos llamados en una causa que se espera que dure dos o tres años. El primer testigo es Don Romano Migani, cofundador de la parroquia “La Resurrección” junto con el Padre Oreste Benzi, Don Elio Piccari y Don Sisto Ceccarini. Los testimonios se recogerán en las próximas sesiones que serán cerradas. La próxima sesión pública será la clausura de la fase diocesana de la causa misma.
El 16 de abril de 2014 el obispo de Rimini, Francesco Lambiasi, publicó el decreto de apertura de la causa con fecha 8 de abril de 2014. A partir de ese momento, podemos llamar al Padre Oreste con el título de “Siervo de Dios”.
El 31 de marzo de 2014 viene la aprobación de la Conferencia Episcopal de Emilia Romagna, y el 3 de enero de 2014 llega el permiso de la Congregación de las Causas de los Santos.
El 24 de octubre de 2013, el postulador Casadei Elisabetta entrega al obispo de Rimini, Francesco Lambiasi, la solicitud formal para abrir la causa, después de un año de investigación acerca de la “fama de santidad” de Don Benzi, con el apoyo de muchas cartas, entre ellas las de 9 cardenales, 41 obispos italianos y 11 obispos y arzobispos extranjeros, así como de diversos movimientos eclesiales.
El 27 de octubre de 2012, al final de la conferencia sobre el Padre Oreste Benzi, testigo y profeta para los desafíos de nuestro tiempo, en nombre de la Comunidad Papa Juan XXIII, Giovanni Ramonda, Responsable General, entrega al obispo de Rimini, Monseñor Francesco Lambiasi, la solicitud de puesta en marcha de la causa de canonización.